# 布蘭卡潟湖國家公園

39°02′S 70°24′W / 39.033°S 70.400°W
布兰卡潟湖國家公園（西班牙語：Parque nacional Laguna Blanca）是阿根廷內烏肯省的國家公園，位於該國中南部，面積112平方公里，成立於1940年5月31日，該片濕地是多種水禽的棲息地。